# 농림
《농림》(일본어: 農林 のうりん[*])은 일본의 작가 시라토리 시로가 쓰고 킷푸가 삽화를 담당한 라이트 노벨로, GA 문고(소프트뱅크 크리에이티브)에서 발매되었다. 대한민국에서는 디앤씨미디어의 L노벨로 발매되고 있다.

## 개요
GA 문고에서 2011년 8월부터 발매되고 있는 라이트 노벨이다. "모두가 선택하는 베스트 라노베 2011"에서 코미디 부문 1위를 차지했다. 제 1회 라노베를 좋아하는 서점 직원 대상 1위 수상했다. 농업고등학교를 배경으로 농업에 청춘을 거는 농업 고교생들의 일상을 그린 작품이다. 작품의 장르는 "농업계 학원 러브 코메디"이다.

## 스토리
기후현의 현립 타모(田茂) 농림 고등학교, 통칭 "농림"의 생산과학과 2학년 A반의 재배전공 소속 하타 코사쿠는 아이돌인 쿠사카베 유카의 열성적인 팬으로 아이돌 오타쿠다. 마찬가지로 2학년 A반의 재배전공 소속인 말 많은 소꿉친구 나카자와 미노리, 기댈 수 있는 친구인 안경 미소년 카마토리 케이, 그리고 2학년 A반이지만 축산전공인 거유 소녀 요시다 코쵸 등과 함께 내일의 일본 농업을 책임지기 위해 매일 시끄러운 고교 생활을 보내고 있었다.
그러던 어느 날 "초인기 아이돌 쿠사카베 유카, 전격 은퇴"라는 소식에 충격을 받은 코사쿠는 기숙사 방에 틀어박혀 버린다. 그 뒤 같은 기숙사에 사는 미노리에게 억지로 교실까지 끌려 온 코사쿠는 담임인 독신 교사 베키 나츠미가 전학생을 데려온 것을 보게 된다. 전학생의 이름은 키노시타 링고. 아이돌인 쿠사카베 유카와 똑같이 생긴 미소녀였다.

## 등장 인물

### 현립 타모 농림학교

#### 2-A반
하타 코사쿠(畑耕 作)
본작의 주인공. 기후현 타모 농림 고등학교 생산과학과 2학년 A반의 재배전공. 소박한 농촌에서 학교에 진학하여 학교의 학생 기숙사에서 살고 있다. 학교에서는 학급 반장과 기숙사장을 맡고 있다. 아이돌 오타쿠로, 아이돌인 쿠사카베 유카의 열성적 팬이기 때문에 방이 유카의 상품으로 가득하다.(그러나 링고가 전학온 후 강제로 처분당한다.) 링고(유카)의 연예계 은퇴 → 전학 과정에서 미노리를 포함하여 삼각 관계가 된다. 어린 시절에 어머니를 잃었기 때문에 소꿉친구인 미노리가 어머니를 대신하는 존재가 되어 있다.
키노시타 링고(木下 林檎)
본작의 히로인. 2학년 A반의 재배전공. 2학년 봄에 도쿄의 학교에서 전학 온 미소녀. 초인기 아이돌 쿠사카베 유카로서 활약하고 있었으나, 돌연 은퇴하고 전학왔다. 기숙사에서 살고 있다. 평소에 감정을 잘 드러내지 않는 편이나, 미노리와는 코사쿠를 사이에 두고 라이벌같은 관계가 되어 있어서 신경전을 벌이기도 한다.
나카자와 미노리(中沢 農)
본작의 히로인. 2학년 A반의 재배전공. 코사쿠와 같은 마을 출신의 소꿉친구로, 학교 기숙사에서 살고 있다. 4자매 중 차녀로, 기후 현 남부의 미노 방언을 쓴다. 엉덩이가 크다는 소리를 듣지만 스타일은 좋다. 코사쿠는 미노리를 어머니 대신의 존재로 생각하고 있으나, 링고가 전학 온 이후에는 코사쿠를 사이에 두고 링고와 경쟁하는 사이가 되었다.
카마토리 케이(過真鳥 継)
코사쿠의 친구. 2학년 A반의 재배전공. 안경을 쓴 미소년으로 재배전공 성적에서 상위권이며, 코사쿠와 함께 기숙사에서 살고 있다. 농업 전문 잡지를 애독하는 등 진지한 측면도 있지만, 모심기를 할 때 비키니 팬티 한장만 입고 작업하는 등 노출증이 있다.
요시다 코쵸(良田 胡蝶)
2학년 A반의 축산전공. 지주 집안의 아가씨로 축산전공에서 최고의 성적을 자랑하며 사사건건 재배전공 성적 상위권인 케이와 충돌하는 등 케이를 라이벌로 여기는 경향이 있으나, 그와 동시에 특별한 감정을 가지고 있는 것으로 보인다. 거유 소리를 들을 정도로 큰 가슴의 소유자로, 츤데레적인 면이 있다.
벳키 나츠미(戸次 菜摘)
코사쿠의 반인 2학년 A반의 담임 교사. 담당은 가정과. 애칭은 '베키(ベッキー)'. 이미 40세가 넘었지만 여전히 미혼 상태인데다 남자친구도 없다. 그 때문인지 요리 실력은 좋다. 망상에 빠지는 버릇이 있는데, 조례뿐만 아니라 교무실에서도 자신의 성적 망상을 떠들어대며 폭주한다.
제인 나탈리 한센 3세

#### 학교 인물
스즈키 아카리
2학년 B반의 반장이자 생물공학과. 기숙사생들에게 된장등을 공급한다
카네가미 토라오(金上 虎於)
2학년 D반 반장이자 유통과학과로 상인정신때문에 문제를 일으킨다. 돈벌이를 위해 농고에 왔으며 카네가미 펀드 사건으로 정학을 받은적이 있다. 주인공인 하타 코사쿠를 대장이라고 부른다.
하나조노 카오루(花園 カヲル)
2학년 E반 반장이자 조원과다
미야모토 린타로(宮本 林太郎)
2학년 F반의 반장이자 남학생뿐이 없는 임업 공학과이다.
나가나와 쿠와노스케(永縄 鍬之介)
교장이다.
하세가와 아이 → 센다 아이
F반이 만들어낸 궁극의 모리걸(森ガール)로 알려졌지만 진짜 하세가와는 전학갔으며 진짜 야생소녀인게 알려진뒤 도망갔다가 사람을 습격한 뒤 경찰에 잡힌다. 그뒤 자신이 습격한 센다 야스유키한테 맡겨져서 센다 아이가 된다. 미야모토 린타로에게 교미를 강요하는 중이다.
히라키 료코
실습조수로 특경복을 입는다. 교직원 자격은 없지만 추천입학으로 농업대학교에 진학했으며 거대 농업생산법인에 취직한적이 있는 엘리트로 학생들에게 '선생님'으로 불린다.
하치야 감
전통 식품 계승부로 자신의 집안에서 계속 해오던 곶감 묶는 끈 만드는 일을 계승중이다. '하치야 감'은 이름이 아니다.
카가미카하라 사치코
학생회장이자 전 사천농중 한명이다.

### 그 외 인물
도련님/와카단나(若旦那)
오스트레일리아의 자매 학교에서 우호의 증거로 보내온 왈라비. 축산전공 학생들이 돌보고 있지만, 코사쿠를 잘 따른다. 작고 러블리한 동물이며, '도련님'이라고 불린다.
아네코지 치구사
현립 히다 알프스 농업고등학교 농업클럽 총대장
무라쿠모 리쿠

## 용어
생산과학과
A반
생물공학과
B반
유통과학과
D반
조원과
E반으로 여자가 대부분이다.
임업공학과
F반으로 산에서 지내고 힘들기 때문에 35년동안 여자가 없다.
사천농

그린샵 타모농
학교에서 생산된 농산물을 판매하는 곳으로 가격이 싸기 때문에 금방 매진된다.
모에타마
포장지에 애니메이션풍 그림을 그려파는 모에상품에서 돈을 벌수 있다는 생각을 한 카네가미가 주도해서 만든 상품으로 '콘돔을 끼고 한 후에 낳은 달걀이에요☆'란 선전문구로 팔았으며 굉장히 잘 팔렸기 때문에 한 업자가 상표권을 양도해달란 제안을 했고 학교는 지역 산업 발전을 위해 양도해줬다.
녹원제
매년 11월에 열리는 학교 행사로 미노타모시 인구의 1할인 5천명이 방문한다. 3일동안 열리며 첫날은 운동회, 둘째날은 문화제로 학생과 교사들의 공연이 열린다. 셋째 날에는 일반에 공개되며 학생들이 그동안 만든것들을 전시하거나 판매한다. 가게를 낼수있는 건 학생이나 졸업자 뿐이며 사람이 많이 몰리기 때문에 경비원을 고용한다.